# Свети Димитър (Царев брод)
Вижте пояснителната страница за други значения на Свети Димитър.
„Света Димитър“ е православна църква в село Царев брод, община Шумен, област Шумен. Тя е част от Шуменска духовна околия, Варненска и Великопреславска епархия на Българската православна църква. Построена е през 1928 г. Тя е действаща само на големи религиозни празници. Първосвещеник на храма е прот. Милен Герчев Петров.

## История
През 1927 г. 27 православни семейства полагат основите на църквата. Благодарение и на държавни средства през 1928 г. строежът е готов. Иконостасът и архиерейският трон са дело на резбаря Иван Касов. На 17 ноември 1929 г. църквата е осветена и наречена „Св. великомъченик Димитрий“ и от там храмовият празник на селото е на Димитровден. Църквата разполага с 30 декара общински ниви, приходите от които се използват за поставяне на камбана и поддръжка на храма. Към църквата се създава християнското братство „Св. Димитър“, което се занимава с благотворителна дейност. Основават се детско православно дружество и ученически църковен хор. След изселването на немците някои българи–католици приемат православието.